# Kevin Greutert
Kevin Greutert (Pasadena, 31 de març de 1965) és un director i editor de cinema, més conegut pel seu treball en la sèrie de pel·lícules Saw. Ha editat els 6 films fets fins a la data. També ha estat l'editor de The Strangers (2008), Room 6 (2006), i Journey to the End of the Night (2006).
Va fer el seu debut com a director de cinema amb la sisena entrega de la sèrie de pel·lícules Saw, la qual va ser estrenada el 23 d'octubre del 2009 als Estats Units. Greutert també ha publicat ficció en revistes com Ambit i Magic Realism, i ha elaborat la música per a diverses bandes sonores, com el documental "Things Gone and Things Still Here" de Paul Bowles.